# Tramwaje w Murcji
Tramwaje w Murcji (hiszp. Tranvía de Murcia) – system tramwajowy/lekkiej kolei miejskiej działający w Murcji, w Hiszpanii.

## Historia
Pierwsze tramwaje konne w Murcji uruchomiono w 1896. W 1898 uruchomiono pierwszą linię tramwaju elektrycznego. Sieć tramwajową zlikwidowano w 1928.
Pomysł stworzenia linii tramwajowej został zainicjowany przez włodarzy miasta. W ciągu 6 miesięcy opracowano studium wykonalności i przystąpiono do realizacji budowy pilotażowego systemu tramwajowego. Inauguracja linii tramwajowej odbyła się 29 kwietnia 2007. W październiku 2009 projekt został przejęty przez hiszpańską firmę FCC, która posiada 60% akcji zaś pozostałe 40% firma Comsa, w wyniku tego zrezygnowano z nazwy Tranvimur. 28 maja 2011 otwarto drugą trasę o długości 17,5 km. Na trasie są 24 przystanki łączy ona Estadio Nueva Condomina centrum miasta z uniwersytetem.

## Trasa
Zaprojektowana linia tramwajowa obecnie posiada 2,2 km. długości oraz 4 przystanki na swej trasie. Linia przebiega przez środek Alei Juana Carlosa I.
Przystanki na trasie:
- Plaza Circular
- Biblioteca Regional
- Carrefour
- Juzgados

## Tabor
Wszystkie 11 tramwajów Citadis 302 do obsługi istniejącej linii zostały dostarczone przez francuski koncern Alstom. Są to te same modele tramwaju, które obsługują linie tramwajowe w Madrycie. Wszystkie pojazdy posiadają 32,5m. długości i 2,40m. szerokości. Zasilane przez przewody napowietrzne prądem stałym o napięciu 750 V. W godzinach szczytu tramwaje kursują z częstotliwością co 9 minut, natomiast poza godzinami szczytu co 18 minut.

## Plany na przyszłość
Obecnie linia pierwsza linia poddawana jest dalszej rozbudowie, planuje się rozbudowanie o kolejne 10 km. do Kampusu Uniwersytetu Katolickiego San Antonio. Trasa drugiej linii jest planowana przez Aleję Juana Burbona, Churra, centrum handlowe Zone Norta do Stadionu miejskiego. Projekt zawiera także połączenie najbardziej zaludnionych obszarów Murcji z centrum. W późniejszym etapie tramwaj ma połączyć Murcję z miastem Sanitaria a tam z największym szpitalem regionu „Virgen de la Arrixaca”. Ponadto po wybudowaniu linii nr 1 planowane są budowy kolejno linii nr 2,3 i 4, które łączyć mają wszystkie obszary miasta, zaś węzłem przesiadkowym wszystkich linii ma być dworzec Murcia del Carmen, do którego w przyszłości mają docierać również pociągi dużych prędkości AVE. Docelowo sieć tramwajowa ma liczyć 30 km.